# Plynus
Plynus is een geslacht van wantsen uit de familie van de Reduviidae (Roofwantsen). Het geslacht werd voor het eerst wetenschappelijk beschreven door Carl Stål in 1858.

## Soorten
Het genus bevat de volgende soorten:

- Plynus limbatus (Schouteden, 1909)
- Plynus maculicollis Stål, 1858
- Plynus vandenhoudti Schouteden, 1931